# Stephanienufer

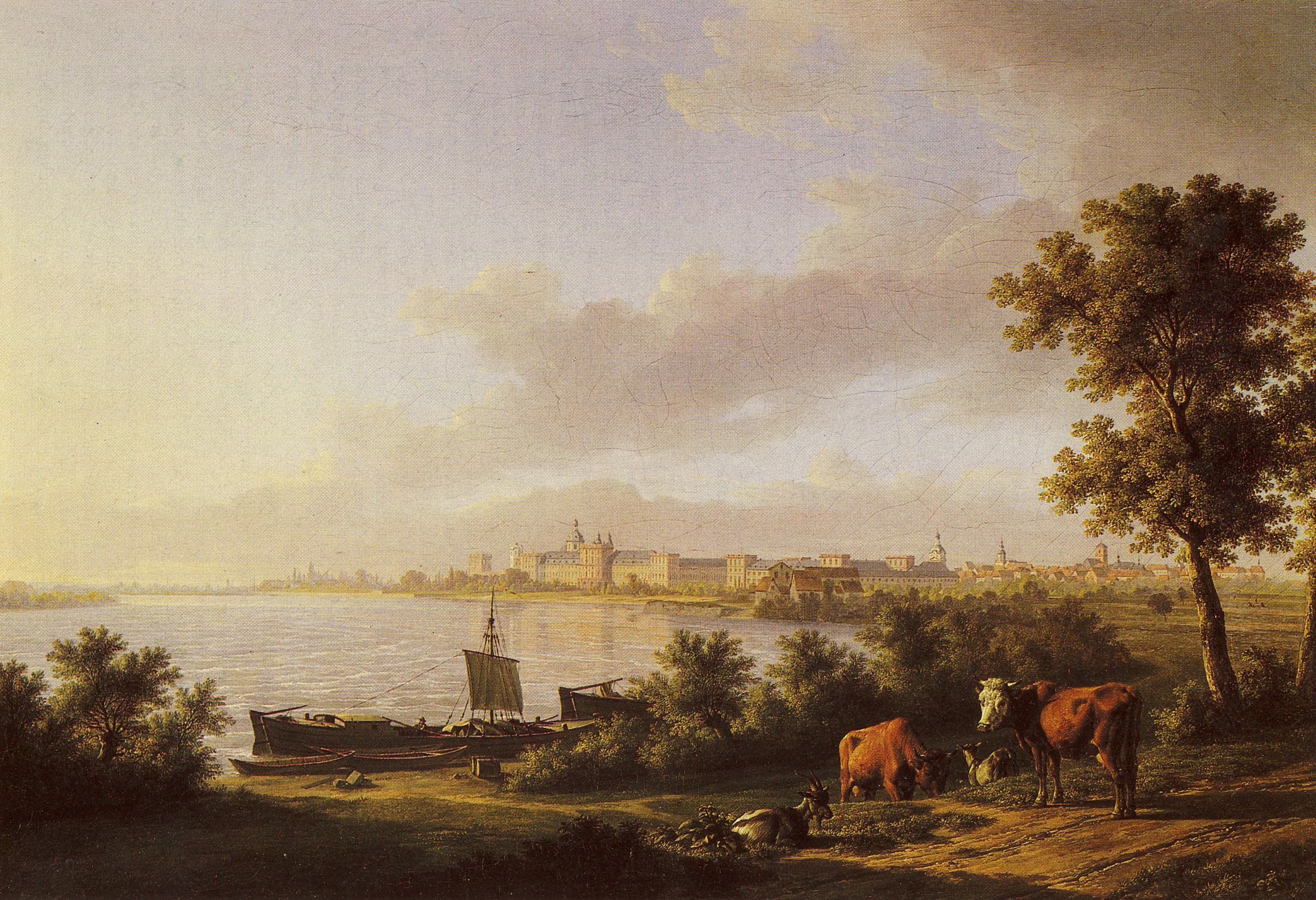
Stephanienufer um 1812

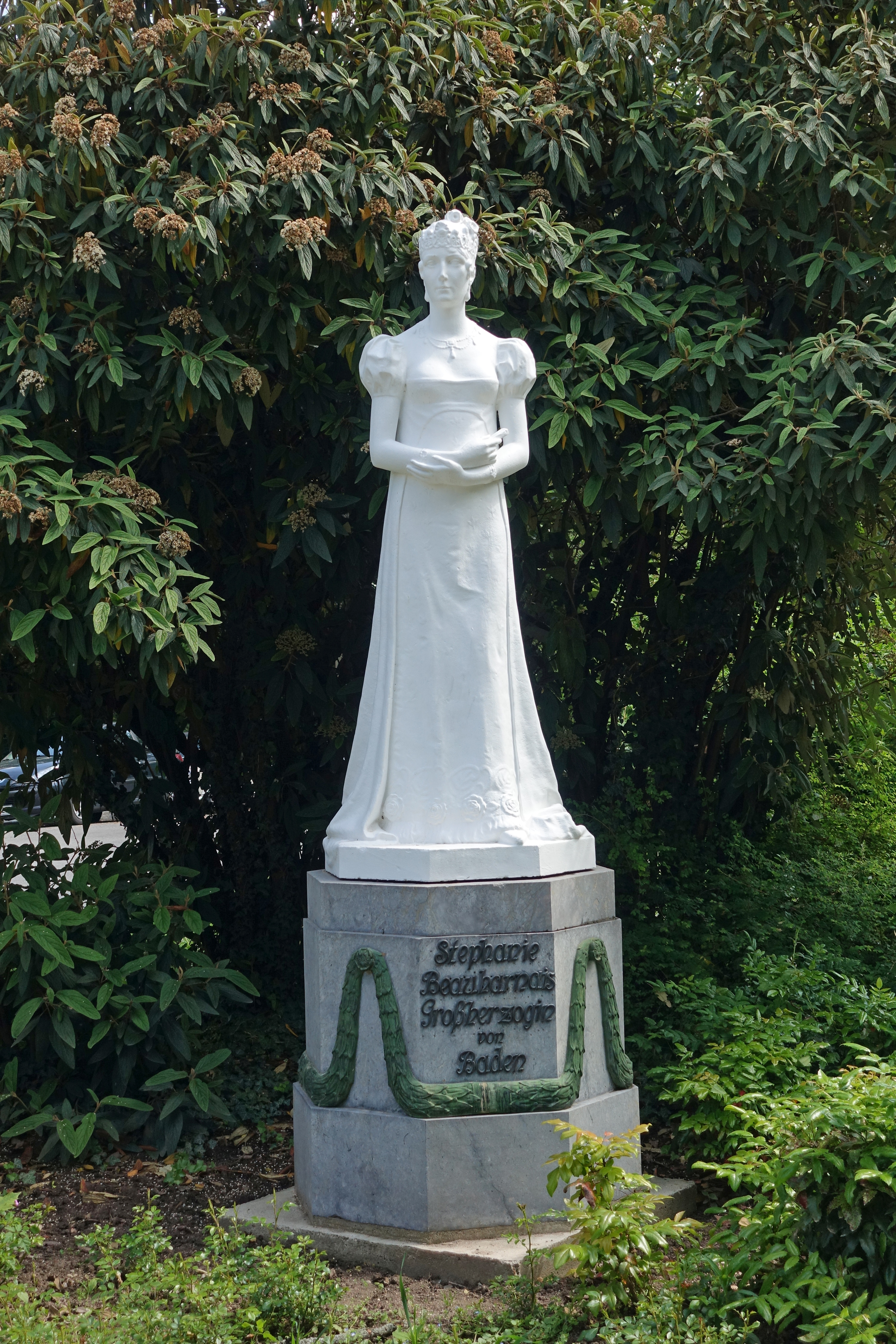
Statue (Replik) Stéphanies am Stephanienufer

Das Stephanienufer ist ein Teil der im Stadtteil Lindenhof gelegenen Rheinpromenade von Mannheim.

## Geschichte
Es ist benannt nach der Großherzogin Stéphanie Louise Adrienne de Beauharnais (auch Stéphanie Napoléon, 1789–1860), die sich für die Neugestaltung des Schlossgartens und des Rheinufers einsetzte. 1799–1821 wurde die Festungsanlage Mannheims geschleift und von der Sternwarte bis zum sogenannten Schnickenloch als englischer Garten angelegt, der der Bevölkerung offenstand. Ausgenommen davon war das Prinzessengärtchen, das nur von der Großherzogin und ihren drei Töchtern genutzt wurde.
Großherzogin Stéphanie ließ 1832 eine Promenade vom Mannheimer Schloss bis in den damals noch zu Neckarau gehörigen Waldpark errichten und schenkte sie der Stadt, die die Fertigstellung bis 1836 übernahm. Der Großherzogin zu Ehren erhielt sie den Namen Stephanienpromenade. Der nördliche Teil im Schlosspark wurde ab 1907 Rheinpromenade genannt, der Abschnitt zwischen Rheinparkstraße und Waldpark ab 1919 Stephanienufer.

## Heutige Situation
Das heutige Stephanienufer verläuft entlang der ufernahen Wohnbebauung am Rhein und ist als Fahrradstraße gestaltet, die Teil des 1.230 km langen Rheinradwegs („Veloroute Rhein“) ist. Nördlich wird die Straße „Stephanienufer“ im Bereich der Rheinwiesen durch Straße „Rheinpromenade“ bis zur Rheinvorlandstraße bei der Konrad-Adenauer-Brücke fortgesetzt. Der südlichste Teil der ehemaligen Stephanienpromenade setzt sich mit der Bezeichnung „Stephanienstraße“ vom Stephanienufer fort in den Waldpark bis zum Rondellplatz.
Am Beginn des Waldparks, etwa auf halber Strecke der ehemaligen Stephanienpromenade, steht das Stephanie-Denkmal, eine Nachbildung aus Epoxidharz des Originals von 1907, das sich im Schlossmuseum befindet. Die Statue wurde von 1907 von dem Bildhauer Konrad Taucher nach einem Gemälde von François Gérard aus Laaser Marmor geschaffen. Sie stand ursprünglich im Schlosspark, dann am Waldpark – seit 1989 als Replik.
Das Rheinufer zwischen der Konrad-Adenauer-Brücke und dem Altrheinarm Bellenkrappen am Waldpark ist ein beliebter Weg für Spaziergänger und Jogger. Die angrenzenden Rheinwiesen bieten Möglichkeiten zu Picknick und Erholung.

## Burg Eichelsheim

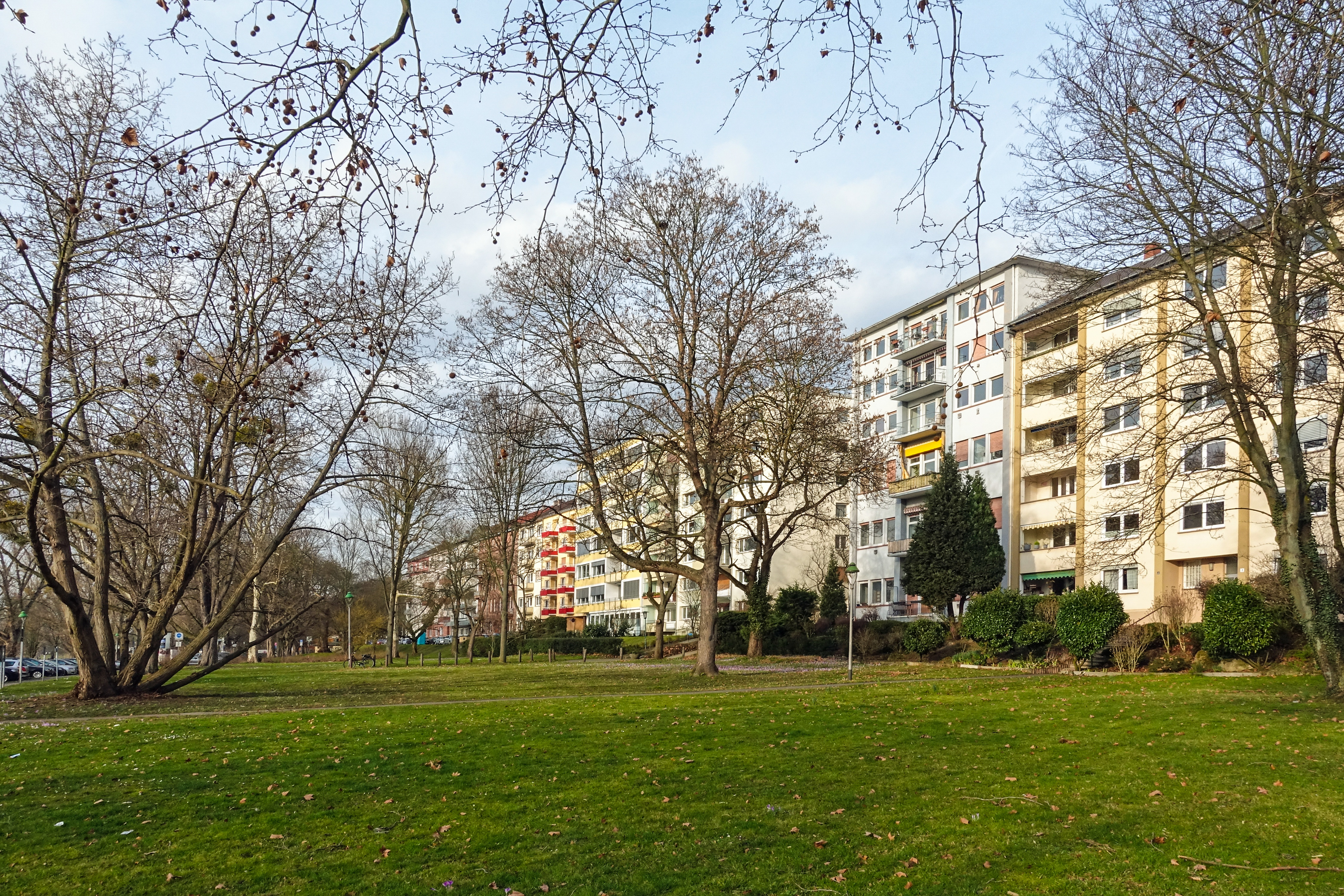
Hier stand die Burg Eichelsheim

Am heutigen Stephanienufer stand die Befestigung Eichelsheim, die 1265 erstmals als Zollstätte erwähnt und beginnend im 14. Jahrhundert zur Burg ausgebaut wurde. Sie war Ort der Gefangenschaft von Gegenpapst Johannes XXIII. (Sommer 1416 bis Januar 1419) sowie des  Bischofs Georg von Metz nach der Schlacht bei Seckenheim (1462). Auch in Kampfhandlungen des Dreißigjährigen Kriegs und des Pfälzischen Erbfolgekrieges war die Burg Eichelsheim einbezogen und letztlich schwer beschädigt worden. Bis ins 19. Jahrhundert waren Reste der Festung sichtbar.